# Escuela Militar de Canadá
La Real Escuela Militar de Canadá (en inglés Royal Military College of Canada, RMC), situada en Kingston, Ontario, es la academia militar de las fuerzas armadas canadienses. 

## Historia
El RMC fue fundado por una ley del Parlamento canadiense en 1874 "con la finalidad de facilitar educación completa en todas las ramas de las tácticas militares, fortificación, ingeniería y conocimientos científicos generales en temas relacionados y un profundo conocimiento de la profesión militar." El 1 de junio de 1876, el Colegio Militar de Canadá abrió sus puertas a la primera clase de dieciocho cadetes. Los nombres de estos Viejos Cadetes (en inglés, “Old Eighteen” son memorizados por todos los cadetes actualmente. En 1878, la reina Victoria I del Reino Unido, autorizó al colegio la utilización del prefijo "Royal." El lema del colegio es "Truth, Duty, Valour" (Verdad, Deber, Valor). 
En 1942 el RMC celebró un último desfile ya que las instalaciones del colegio iban a utilizarse para otros fines distintos a la formación de cadetes. En 1948 el RMC se reabrió con los Nuevos Cien Cadetes (en inglés "New One Hundred"). Las primeras "Lady Cadets" (cadetes femeninos) ingresaron en la RMC en 1980 y se graduaron en 1984. La Cadete Oficial Beare fue la primera cadete femenina en graduarse en la RMC en 1984.
Después de la Segunda Guerra Mundial, se constituyó el Círculo de Colegios Militares Canadienses (CMC), con el RMC, Le Collège militaire royal de Saint-Jean (CMR) y el Royal Roads Military College (RRMC). CMC se fundó para formar oficiales de las tres armas de las fuerzas armadas canadienses. En 1995, después del fin de la Guerra Fría, el Departamento de Defensa Nacional del Canadá cerró el CMR y el RRMC. CMR es ahora parte del ASU Saint-Jean en cuyo año preparatorio los cadetes adquieren la formación académica necesaria para incorporarse al RMC. El gobierno de la Columbia Británica alquila las instalaciones del RRMC al Departamento de Defensa Nacional para el funcionamiento de la Royal Roads University. El campus del RRMC fue el escenario utilizado para representar la escuela de Xavier para Niños Dotados en la película X2. 

La provincia de Ontario concedió carta de universidad al RMC al aprobar "The Royal Military College of Canada Degrees Act" en 1959 capacitando al RMC para conceder grados en Artes, Ciencias e Ingeniería en los niveles de diplomatura y de licenciatura. Actualmente,.los cursos se ofrecen en forma presencial o mediante enseñanza a distancia en las dos lenguas oficiales: inglés y francés. En el campus hay aproximadamente 1000 alumnos no graduados y 250 graduados. La División de Estudios Continuados, formada en 1996, atiende actualmente a más de 3.000 estudiantes de todo el mundo. Ofrece más de 100 cursos a distancia, muchos de ellos a través de Internet. Además de la educación universitaria tradicional, la División de Estudios Continuados también facilita el programa de Educación Profesional Militar para Oficiales (OPME) a miembros de las fuerzas armadas canadienses.

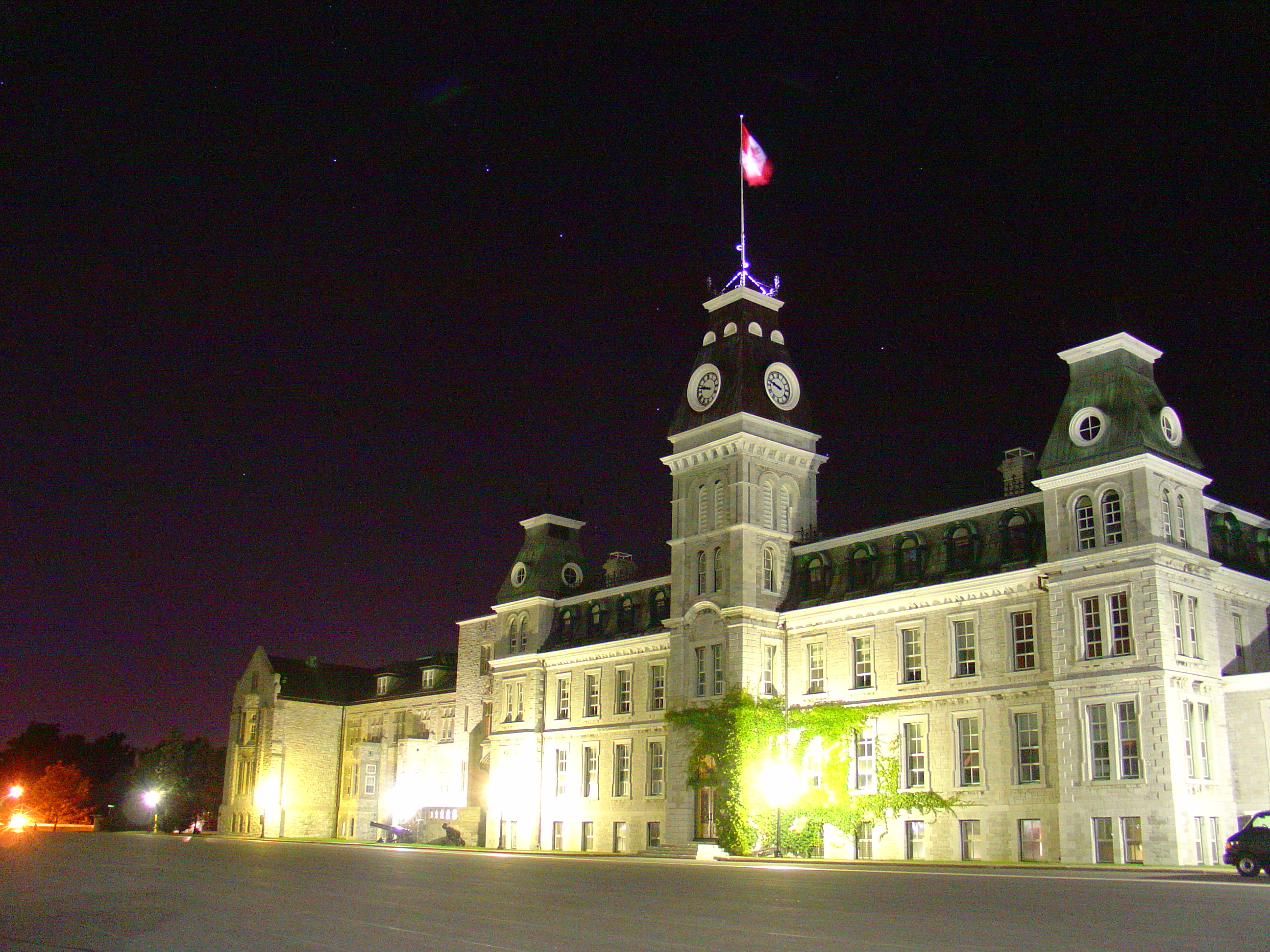
RMC vista nocturna.

RMC está situada en Point Frederick, una pequeña península en el punto en el que el Río San Lorenzo sale del Lago Ontario y en el que se inicia el Sistema de Canales Rideau. El lugar ha sido una base militar activa desde 1789 y fue una importante base naval durante la Guerra de 1812. Otras fortificaciones militares cercanas son Fort Frontenac, fundada originalmente en 1673 a lo largo del río Rideau desde Point Frederick, y Fort Henry, construido entre 1832-36. Dentro de Fort Frederick, los oficiales cadetes tienen la libertad del fuerte, una tradición según la cual todos los oficiales cadetes son iguales con independencia de su año. También están autorizados a descubrirse, es decir a no utilizar su gorra.
La bandera del RMC se dice que fue inspirada por el Dr. George Stanley, que fue Decano de Artes del RMC, en su diseño para una nueva Bandera Canadiense que se adoptó a comienzos de 1965.
La escuela está representada en el deporte interuniversitario por los RMC Paladins, anteriormente conocidos como los RMC Redmen.
RMC participa en el torneo de fin de semana de hockey de Westpoint, Estados Unidos, como los Black Knights. Estas series, iniciadas en 1923, se consideran que son las más antiguas series que se han jugado de forma continuado en todo el mundo. Actualmente la Armada lleva las series 39-29-6. El partido final de 2006 finalizó con un resultado final de 3-3 después de una sorprendente remontada del RMC en el último minuto.

## Los Viejos Dieciocho (The Old Eighteen)
1. A.G.G. Wurtele
2. H.C. Freer
3. H.E. Wise
4. W.M. Davis
5. T.L. Reed
6. S.J.A. Denison
7. L.H. Irving
8. F. Davis
9. C.A. DesBrisay
10. V.S. Rivers
11. J. Spelman
12. C.O. Fairbank
13. A.B. Perry
14. J.B. Cochrane
15. F.J. Dixon
16. G.E. Perley
17. H.W. Keefer
18. D. MacPherson

## Alumnos destacados
Se indica el número del colegio.
- 52 William Grant Stairs — Explorador
- 749 General HDG Crerar, CH,CB,DSO
- 943 Billy Bishop — As del aire mejor clasificado del Imperio Británico durante la Primera Guerra Mundial.
- 1800 Hartland Molson — Anteriormente cervecero, anterior propietario de los Montreal Canadiens
- 2364 Leonard J. Birchall, CM, OBE, DFC, OO, CD — "El Salvador de Ceilán"
- 4860 John de Chastelain, OC, CMM, CH, CD — Anterior Jefe de la Junta de Defensa del Canadá, Negociador jefe en los acuerdo de la Paz de Good Friday.
- 5105 Jack Granatstein — Historiador canadiense.
- 7860 Roméo Dallaire — Senador canadiense
- 8276 Marc Garneau — Astronauta canadiense
- 13738 Chris Hadfield — Astronauta canadiense
- John Keiller MacKay — anterior Teniente Gobernador de Ontario
- Walter L. Gordon — Político
- Hazen Sise - Arquitecto y cooperante.

## Afiliaciones
AUCC, IAU,
ISMS; AUFC, COU, CIS, CVU, Fields Institute, PPC, UArctic, MAISA, CUSID, CMA, OUA, DRDC, Ontario Network of Women in engineering

### En inglés
- Colegio Real Militar de Canadá (en inglés) y (en francés)
- La División de Estudios Continuados en el RMC
- Website de los alumnos del RMC (inglés y francés)
- Página principal no oficial del programa universitario de hockey de los RMC Paladins

- Datos: Q2565941
- Multimedia: Royal Military College of Canada / Q2565941